# جوليس مارثا
جوليس مارثا (بالفرنسية: Jules Martha)‏ هو عالم آثار فرنسي، ولد في 8 يناير 1853 في ستراسبورغ في فرنسا، وتوفي في 7 أبريل 1932 في باريس في فرنسا.